# Erik Pears
Erik Anders Pears (Price, 25 giugno 1982) è un ex giocatore di football americano statunitense che ha giocato come offensive tackle. Non venne scelto al Draft 2005, successivamente firmò con i Denver Broncos. Al college giocò a football americano alla Colorado State University.

## Carriera professionistica

### Denver Broncos
Pears non venne selezionato al Draft NFL. Firmò come rookie free agent con la squadra di pratica dei Broncos. In quell'anno venne assegnato alla NFL Europe con i Cologne Centurions.
Firmò un contratto biennale del valore di 545.000 dollari, debuttò nella NFL il 10 settembre 2006 contro i St. Louis Rams con lo Special Team. Giocò 16 partite di cui 10 da titolare.
Nella stagione 2007 aiutò la linea offensiva dei Broncos a classificarsi 5a in tutta la NFL nelle yard di media per corsa (4,6) e 9 a nelle yard totali su corsa per partita (122,3).
Firmò un contratto annuale del valore di 445.000 dollari, il 22 ottobre 2008 venne inserito nella lista infortunati non inerenti al football per un'operazione di appendicite. In quella stagione non giocò una partita.

### Oakland Raiders
Il 4 marzo 2009 firmò un triennale del valore di 4,5 milioni di dollari di cui 345.000 di bonus alla firma con i Raiders. Giocò 12 partite di cui 4 da titolare.
Il 9 settembre 2010 venne svincolato per far posto in squadra al nuovo acquisto Jay Alford. Il 15 settembre venne reinserito nella squadra dei Raiders. Il 19 dello stesso mese venne definitivamente tagliato.

### Jacksonville Jaguars
Il 26 ottobre 2010 firmò con i Jaguars ma il 9 novembre venne svincolato.

### Buffalo Bills
Il 14 dicembre 2010 firmò con i Bills, finendo la stagione con 2 partite giocate di cui una da titolare.
Nella stagione 2011 giocò tutte le partite da titolare aiutando la linea offensiva a classificarsi 5a in tutta la NFL nelle yard di media per corsa (4,9).
Nella stagione 2012 giocò 7 partite tutte da titolare.

### San Francisco 49ers
Il 17 marzo 2015 Pears firmò un contratto biennale da 4,7 milioni di dollari con i 49ers.

## Statistiche
| Partite totali      | 101 |
| Partite da titolare | 86  |
| Fumble recuperati   | 1   |
| Tackle totali       | 4   |

Statistiche aggiornate alla stagione 2014